# خط مرگ (فیلم ۲۰۰۹)
خط مرگ (به انگلیسی: Deadline) یک فیلم ویدئویی آمریکایی در ژانر وحشت روان‌شناختی به نویسندگی و کارگردانی شان مک کنویل با بازی بریتانی مورفی و تورا برچ محصول سال ۲۰۰۹ میلادی است.

## داستان
فیلمنامه‌نویسی به خانه‌ای دورافتاده نقل مکان می‌کند تا آخرین نوشته خود را به پایان برساند. اما اتفاقات عجیبی باعث می‌شود او از نظر روانی دچار مشکل شود و دست به خودکشی بزند…

## بازیگران
- بریتانی مورفی در نقش آلیس ایوانز
- تورا برچ در نقش لوسی وودز
- تمی بلانچارد در نقش ربکا
- مارک بلوکاس در نقش دیوید وودز
- کلودیا ترول در نقش مادر دیوید
- مایکل پیسچیتلی در نقش بن

## تولید
فیلمبرداری اصلی از ژوئن ۲۰۰۸ در در لوئیزیانا آغاز شد.

## انتشار فیلم
اولین بار این فیلم در ۵ اکتبر ۲۰۰۹ و در ایالات متحده در ۱ دسامبر ۲۰۰۹ به صورت ویدئویی منتشر شد. پس از مرگ مورفی در ۲۰ دسامبر ۲۰۰۹، ردباکس پوسترهای فیلم را که در کیوسک‌های سراسر کشور به یاد مورفی به نمایش گذاشت. 